# Buntlori
Der Buntlori (Psitteuteles versicolor) ist eine australische Papageienart und seit 2020 die einzige Art der damit monotypischen Gattung Psitteuteles.
Buntloris sind kleine Loris, deren Verbreitung auf Australien begrenzt ist. Ihr Gefieder weist auffällig gelbe Federschäfte auf. Es werden keine Unterarten unterschieden. Die Weibchen unterscheiden sich durch die Farbe der Iris und des Augenringes von den Männchen. Obwohl sie verhältnismäßig bunte Loris sind, sind sie im gut beschatteten Blätterwerk kaum auszumachen.

## Erscheinungsbild
Buntloris erreichen eine Körperlänge von 19 Zentimeter. Sie wiegen zwischen 49 und 62 Gramm.
Die Männchen der Buntloris haben eine rote Stirn, rote Zügel und einen roten Scheitel. Die Ohrendecken sind gelblich. Der übrige Kopf ist graublau. Die Kehle und der Vorderrücken sind mattblau mit gelblich-grünen Schaftstreifen. Die Oberbrust ist matt altrosa und spielt partiell in ein Goldgelb. Die Federschäfte der Brust sind gelblich. Die Unterflügeldecken sind gelblich-grün. Die übrige Körperunterseite ist blassgrün. Die Körperoberseite ist leuchtend grün. Auch hier geben blassere Schaftstreifen dem Gefieder ein gestricheltes Aussehen. Die Steuerfedern sind auf den Innenfahnen breit gelb gesäumt. Beim Männchen ist der nackte Augenring weiß, die Iris und der Schnabel sind orangerot. Die Beine sind bläulich bis grau.
Die Weibchen gleichen den Männchen sehr. Bei ihnen ist jedoch die Kopffärbung insgesamt etwas matter und blasser. Auffälligster Unterschied ist die Iris, die beim Weibchen braun ist. Der nackte Augenring ist bei ihnen außerdem beige-orangefarben.
Der Flug der Buntloris ist schnell und gradlinig. In Schwärmen fliegen sie in dicht gedrängten Formationen. Der Kontaktruf, der im Flug fast ununterbrochen zu hören ist, ist ein schriller Kreischton. Buntloris, die sich zum Fressen in Bäumen niedergelassen haben, geben hochtönige Plapperlaute von sich. Wenn sie während der Zeit der größten Tageshitze in Baumkronen ruhen, verändert sich dieser Ruf zu einem weicheren, zwitschernden Laut.

## Verbreitung und Lebensraum
Buntloris gehören zur Avifauna Australiens. Ihr Verbreitungsgebiet erstreckt sich von der Kimberley Division in Western Australia in Richtung Osten bis in den Nordosten von Queensland. Sie wurden auch schon auf eine Reihe von Inseln beobachtet, die der Nordküste Australiens vorgelagert sind. Sie haben damit das nördlichste Verbreitungsgebiet aller australischen Loriarten.
Buntloris sind hier überwiegend ein Bewohner des tropischen Tieflands. Sie kommen überall dort vor, wo es blühende Bäume gibt. Besonders hoch ist ihre Bestandsdichte in der Baumsavanne. Sie fehlen dagegen in den Mangroven, wo beispielsweise eine Unterart des Allfarbloris durchaus vorkommt. Buntloris kommen auch in den Galeriewäldern entlang der Wasserläufe durch ansonsten aride Regionen vor.
Der Bestand an Buntloris ist insgesamt sehr schwankend, wenn sie auch durchaus häufige Vögel sind. Sie sind nomadisierende Vögel, deren Wanderungen sich nach der Blütezeit der Bäume und Sträucher ihres Lebensraumes richten. Dadurch kommt es zu lokalen Abwanderungen, bei denen die Individuenzahl im Brutgebiet stark sinkt. Eine vollständige Abwanderung der Art aus einer Region kommt jedoch nur sehr selten vor.

## Verhalten
Buntloris leben gewöhnlich in Familiengruppen oder kleinen Schwärmen. Diese können sich zu größeren Schwärmen zusammenschließen, wenn in einer Region eine größere Zahl blühender Bäume und Sträucher zur Verfügung steht. Eine Vergesellschaftung mit Allfarbloris kommt gleichfalls vor. Sie sind auffällig weniger scheu als andere Lori-Arten und dulden eine Annäherung bis auf wenige Meter. Regen löst bei ihnen ein besonders agiles Verhalten auf. Sie klettern gezielt durch regennasse Blattbüschel hindurch. Trinkende Loris klettern auf die Enden von über die Wasseroberfläche hängende Äste oder suchen einen exponierten Zweit eines im Wasser treibenden Baumstammes auf.

## Fortpflanzung
Das Balzverhalten der Buntloris ist sehr limitiert. Die Männchen verbeugen sich vor dem Weibchen und sträuben das Gefieder. Das Weichen reagiert auf dieses Werben gelegentlich mit einem ähnlichen Verhalten.
Buntloris sind Höhlenbrüter, die überwiegend in Eukalyptusbäumen brüten. Sie bevorzugen dabei Bäume, die in Wassernähe stehen. Am Boden der Nisthöhle befindet sich in der Regel nur Holzmulm. Es sind aber auch schon Nester gefunden worden, in denen die Eier auf Eukalyptusblättern lag. Das Gelege umfasst in der Regel zwei bis vier Eier. Diese Gelegegröße unterscheidet den Buntlori sowohl von den Keilschwanzloris als auch vom Moschuslori. Nur das Weibchen brütet. Die Jungen schlüpfen nach einer Brutzeit von 20 Tagen. An der Fütterung der Jungvögel sind beide Elternvögel beteiligt. Mit etwa 40 Lebenstagen verlassen die Jungvögel die Bruthöhle. Nach weiteren drei Wochen sind sie selbständig.

## Haltung in menschlicher Obhut
Buntloris wurden bereits zu Beginn des 20. Jahrhunderts in Europa als Käfigvögel gepflegt. Ihre Haltung galt jedoch als schwierig. Die Welterstzucht gelang vermutlich 1936 in Großbritannien. Für Australien, dem Ursprungsland des Buntloris, ist die Zucht dagegen erst für 1949 belegt.
Außerhalb Australiens wird der Buntlori vermutlich nicht mehr als Volierenvogel gepflegt. Australien gestattet die Ausfuhr heimischer Fauna nur in wenigen Sonderfällen, so dass Lorihalter keine Möglichkeit haben, solche Vögel zu erwerben. In Australien dagegen gilt der Buntlori als reizvoller Pflegling. Der Geschlechtsdimorphismus macht es möglich, Paare sehr einfach zusammenzustellen. Lediglich die Nichtverträglichkeit von Vögeln kann in der Zucht ein Problem darstellen. Mittlerweile wurden in Australien auch eine Reihe von Farbschlägen gezüchtet. Dazu gehört ein zimtfarben oder dunkelgelber sowie ein überwiegend graugrüner Buntlori.

## Belege